# Webwolfspinnen
Webwolfspinnen (Sosippus) is een geslacht van spinnen uit de familie wolfspinnen (Lycosidae).
Alle soorten uit het geslacht zijn evenals die uit andere geslachten in de onderfamilie Hippasinae uniek binnen de wolfspinnen omdat ze allemaal een web spinnen zoals dat van de Agelenidae. De meeste wolfspinnen maken geen web. De acht ogen zijn in drie rijen in de breedte gerangschikt; twee rijen van 2 ogen en een rij van 4 ogen. Sosippus- soorten worden gevonden in Centraal-Amerika en het zuiden van de Verenigde Staten.

## Soorten
De volgende soorten zijn bij het geslacht ingedeeld:
- Sosippus agalenoides Banks, 1909
- Sosippus californicus Simon, 1898
- Sosippus floridanus Simon, 1898
- Sosippus janus Brady, 1972
- Sosippus mexicanus Simon, 1888
- Sosippus michoacanus Brady, 1962
- Sosippus mimus Chamberlin, 1924
- Sosippus placidus Brady, 1972
- Sosippus plutonus Brady, 1962
- Sosippus texanus Brady, 1962